# Lichtblauwe tuinplatworm
De lichtblauwe tuinplatworm (Caenoplana decolorata) is een platworm (Platyhelminthes). De worm is tweeslachtig. Het geslacht Caenoplana, waarin de platworm wordt geplaatst, wordt tot de familie Geoplanidae gerekend. De wetenschappelijke naam van de soort werd in 2020 voor het eerst geldig gepubliceerd E. Mateos, H.D. Jones, M. Riutort en M. Álvarez-Presas.